# Eremoleon petersensi
Eremoleon petersensi är en insektsart som först beskrevs av Banks 1922.  Eremoleon petersensi ingår i släktet Eremoleon och familjen myrlejonsländor. Inga underarter finns listade i Catalogue of Life.